# Progetto San Marco

La piattaforma Santa Rita nel 1970

Il Progetto San Marco fu un programma di collaborazione bilaterale che vide impegnati Italia e Stati Uniti nella ricerca scientifica e nella sperimentazione nello spazio tra il 1962 ed il 1980. Il progetto segnò l'inizio dell'era spaziale italiana: infatti, il lancio del San Marco 1 il 15 dicembre 1964, portò l'Italia ad essere la quinta nazione a progettare e mettere in orbita un satellite artificiale dopo Unione Sovietica, Stati Uniti, Regno Unito e Canada, utilizzando un vettore fornito dagli Stati Uniti ma operato da personale italiano. Gli enti preposti al programma furono la NASA per gli Stati Uniti e il Centro di Ricerche Aerospaziali (CRA), oggi noto come Centro di Ricerca Progetto San Marco, dell'Università di Roma "La Sapienza". Ideatore e padre del progetto fu il prof. Luigi Broglio il quale riuscì a coinvolgere il Consiglio Nazionale delle Ricerche (CNR) e l'Aeronautica Militare Italiana.
Il programma prevedeva la firma dei protocolli d'intesa per la cessione da parte della NASA del razzo vettore Scout, la progettazione del satellite San Marco, la sua costruzione in 8 esemplari, l'approntamento di una base missilistica, l'addestramento dei tecnici coinvolti a Wallops Island, in Virginia, le prove in laboratorio e infine la messa in orbita dei satelliti. Il Progetto San Marco vide tuttavia la nascita effettiva di solo cinque degli otto satelliti previsti a causa della riassegnazione dei relativi fondi verso altri progetti più recenti, primo tra tutti il Progetto SIRIO istituito nel 1968. L'evoluzione del programma comunque portò alla creazione del Centro di Ricerca Progetto San Marco nel 1993, ora ancora sotto la direzione dell'Università degli Studi di Roma "La Sapienza".

## Storia

### Ideazione e nascita del Progetto

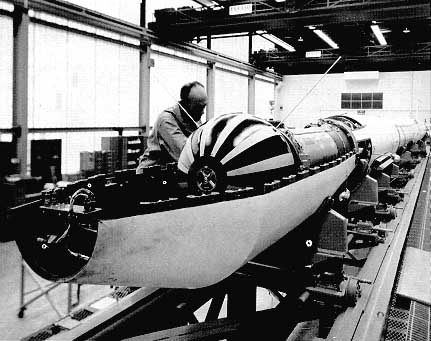
Un momento dell'installazione del San Marco 1 nel razzo vettore

L'interesse dell'Italia nelle scienze aerospaziali si delineò già a partire dagli anni cinquanta. Nel 1956, due anni dopo l'istituzione della prima cattedra di ingegneria aerospaziale a Roma, il Segretario Generale dell'Aeronautica Militare Mario Pezzi conferì a Luigi Broglio l'incarico di sviluppare nuovi studi sui razzi per aprire appunto la strada alle attività aerospaziali italiane. Broglio procedette con la campagna di ricerca "Nube di Sodio" nella quale vennero impiegati presso il Poligono sperimentale e di addestramento interforze di Salto di Quirra i vettori statunitensi Nike-Asp, Nike-Cajun e Nike Apache ottenendo diversi successi. Forte dell'esperienza acquisita, Broglio nel febbraio 1961 presentò all'allora Capo del Governo Amintore Fanfani, un progetto per inviare in orbita un satellite di concezione e creazione interamente italiana da un poligono anch'esso italiano. Nel mese di aprile dello stesso anno inoltre, durante la riunione a Firenze del Comitato per la Ricerca Spaziale (COSPAR), Broglio ebbe occasione di discutere del progetto, seppur informalmente, anche con alcuni ufficiali della NASA invitando la stessa a contribuire con la fornitura di un razzo vettore e l'addestramento del personale italiano al suo utilizzo.
Il 31 agosto 1961, il governo italiano approvò ufficiosamente un programma spaziale triennale, in seguito conosciuto come Progetto San Marco, presentato da Luigi Broglio, in qualità di presidente della Commissione per le Ricerche Spaziali (CRS), e da Giovanni Polvani, presidente del CNR. L'approvazione ufficiale del Governo italiano, avutasi nell'ottobre del 1961, permise a Broglio di negoziare con la NASA un accordo per definire i rispettivi contributi. Ideatore e padre del progetto rimaneva comunque il prof. Luigi Broglio, al quale è da attribuire la responsabilità del coinvolgimento nel programma del Consiglio Nazionale delle Ricerche (CNR) e dell'Aeronautica Militare Italiana, per la quale a quel tempo era in servizio come colonnello.
Il documento che per la prima volta stabilì i campi di competenza delle due nazioni in maniera ufficiale venne firmato a Ginevra il 31 maggio 1962 dai rappresentanti della Commissione Spaziale Italiana del CNR, il prof. Broglio, e della NASA il dottor H. L. Dryden. Il memorandum d'intesa articolava il programma di collaborazione in tre fasi: la prima prevedeva la prova della strumentazione scientifica del satellite, la seconda fase avrebbe visto il lancio in orbita di un prototipo definitivo dal Poligono di Wallops Island mentre con la terza fase sarebbe stato lanciato un satellite scientifico con la strumentazione necessaria agli esperimenti sulla alta atmosfera e sulla ionosfera. L'avanzamento del progetto dipendeva dal mutuo accordo tra le parti che si impegnavano a divulgare liberamente le informazioni ottenute e a non scambiarsi qualsivoglia ammontare di denaro. Questo memorandum tuttavia, per quanto ufficiosamente approvato dai governi italiano e statunitense, avrebbe dovuto avere la definitiva approvazione del Ministro degli Affari Esteri e del Dipartimento di Stato degli USA.
La nascita ufficiale del progetto avvenne il 7 settembre 1962 a Roma quando l'allora Ministro degli Esteri italiano Attilio Piccioni e il Vice Presidente statunitense Lyndon B. Johnson firmarono l'accordo.Ottenuta la legittimazione ufficiale all'inizio del progetto il governo italiano emanò la legge speciale nº 123 per un finanziamento di 4,5 miliardi di lire da suddividersi in tre anni.

### Primi sviluppi (1962-1964)

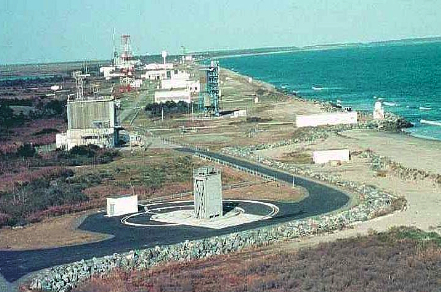
Veduta aerea della base di Wallops Island dove avvenne il lancio del San Marco 1

Con la firma dell'accordo tra i governi italiano e statunitense ebbe inizio l'addestramento degli ingegneri aerospaziali italiani. Furono infatti 70 i tecnici e ingegneri ad essere inviati negli USA tra il 1962 e il 1964 presso il Goddard Space Flight Center (GSFC), il Langley Research Center (LRC), la conglomerata Ling-Temco-Vought (LTV) e il poligono della NASA di Wallops Island con lo scopo di specializzarsi nella progettazione dei satelliti, nel montaggio e bilanciatura dei razzi vettori e nelle tecniche di lancio. Nei primi mesi del 1963 il CRA istituì presso l'Aeroporto dell'Urbe una struttura per simulazioni aerodinamiche e termiche delle fasi di lancio e rientro nell'atmosfera. I laboratori di via Salaria vennero dotati a questo scopo di impianti che includevano: un simulatore composto da una camera di 3 metri di diametro, una sorgente solare e un sistema di vuoto in grado di raggiungere 10 −7 mmHg, uno shaker elettrodinamico capace di generare forze fino a 50.000 N a frequenze comprese tra i 10 e i 1.500 Hz e infine macchine operatrici in orizzontale e verticale per il bilanciamento statico e dinamico dei satelliti e dei loro carichi.
Il CRA costruì nel medesimo periodo sei satelliti prototipo e due di questi vennero lanciati tramite razzi sonda dalla Wallops Flight Facility in voli suborbitali rispettivamente il 21 aprile e il 2 agosto 1963. I dati ottenuti, nonostante le difficoltà tecniche incontrate nel primo volo, permisero di ampliare le conoscenze sulla densità dell'atmosfera tra i 100 e i 130 km di altitudine. Gli stessi dati vennero resi pubblici il maggio dell'anno seguente alla settima Assemblea Generale del COSPAR.
Nel dicembre del 1963 inoltre lo stesso CRA diretto da Broglio iniziò la costruzione della Base di Lancio San Marco riadattando una piattaforma petrolifera usata in precedenza dall'Eni. Il complesso prevedeva la piattaforma di lancio "Santa Rita", in onore della santa dei casi disperati, e la nave Pegasus sulla quale era disposta la strumentazione necessaria al coordinamento dei lanci e per la telemetria.
Il collaudo della struttura di lancio avvenne tra il 25 marzo e il 2 aprile 1964 per mezzo di razzi vettori Nike Apache costruiti in Italia che servirono principalmente a verificare la compatibilità delle strumentazioni a terra e con quelle per la telemetria a bordo dei satelliti. La decisione di impiegare razzi vettori Nike venne appoggiata dal CRA ormai forte dell'esperienza acquisita nel loro allestimento e utilizzo grazie al programma di ricerca "Nube di Sodio" autorizzato già nel 1956. Il secondo e il terzo esperimento infatti portarono come carico proprio il materiale per gli esperimenti sul comportamento del sodio ad alta quota.

### Il lancio del San Marco 1

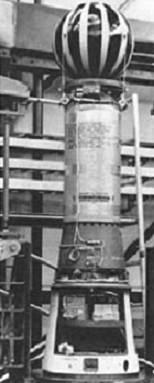
Il satellite San Marco 1 poco prima dell'installazione sul vettore

La seconda fase del progetto vide il suo apice il 15 dicembre 1964 alle 20:24:00 UTC quando venne lanciato con successo il San Marco 1 dalla base della NASA di Wallops Island da una squadra italiana capitanata da Michele Dicran Sirinian, con un razzo Scout e venne posto in orbita con un perigeo di 198 km e un apogeo di 856 km. Il San Marco divenne così il primo satellite ad essere interamente costruito e lanciato da una nazione dell'Europa occidentale. Con questo lancio l'Italia divenne la quinta nazione dopo Unione Sovietica, Stati Uniti, Regno Unito e Canada ad avere un proprio satellite nello spazio e la terza ad aver effettuato un lancio orbitale (con attrezzatura statunitense).
Il satellite si presentava come una sfera di 66 cm di diametro e pesava non meno di 115 kg. Gli obiettivi della missione erano la misurazione della densità atmosferica tra i 180 e i 350 km di altitudine e l'esecuzione di esperimenti sulla ionosfera terrestre messi a punto dal Centro Microonde di Firenze diretto dal professor Nello Carrara, collaboratore di Luigi Broglio presso il CRS.
Un gruppo di esperti della NASA coinvolti nel Progetto San Marco si riunì il gennaio 1965 per verificare l'avvenuto raggiungimento degli obiettivi preposti e concluse che tutti erano stati conseguiti con pieno successo e un elevato standard di eccellenza.
Broglio presentò i risultati scientifici preliminari degli esperimenti sulla densità terrestre all'ottava riunione del COSPAR tenutasi a Buenos Aires nel maggio del 1965 mentre i risultati finali furono resi pubblici il maggio del 1966 a Vienna durante la successiva riunione del COSPAR.
Il successo della missione e l'acclamazione internazionale tuttavia non sembrarono sufficienti a mantenere il ruolo di importanza primaria del Progetto e dei finanziamenti conseguenti. A causa infatti delle difficoltà incontrate dalla European Space Research Organisation (ESRO), dalla European Launcher Development Organisation (ELDO) e dell'andamento negativo dell'economia italiana nella metà degli anni sessanta, il Progetto San Marco rischiava di interrompersi proprio all'apice della sua vita. La situazione costrinse Broglio a tentare di associare al programma nazionale il contributo italiano all'ELDO, che a quel tempo rappresentava la quota principale della spesa nazionale sul soggetto. A questo scopo propose che una somma pari al 30% dei finanziamenti all'ELDO fosse destinata ai programmi nazionali (non già al solo Progetto San Marco), ma incontrò una forte opposizione da parte dell'industria italiana, principalmente da parte di FIAT e altre società membro della Compagnia Italiana Aerospaziale (CIA) già coinvolte nello sviluppo dei razzi Europa 1 e 2 dell'ELDO.
Non trovando risposta alla loro iniziativa Broglio e altri membri del CRS iniziarono a coinvolgere nel progetto società aerospaziali che non facevano parte dell'ELDO e non erano rappresentate nella CIA formulando un programma nazionale più ampio. Tra le nuove proposte del progetto erano inclusi inoltre l'ampliamento della base spaziale in Kenya e il proseguimento della ricerca da parte di diverse università.

### Il completamento del Progetto (1965-1969)

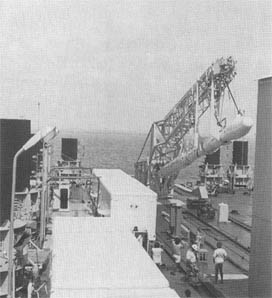
Preparazione del vettore per il lancio sulla piattaforma San Marco

Il conseguimento degli obiettivi del San Marco 1 sullo studio dell'alta atmosfera permise di procedere al completamento della Piattaforma San Marco e al suo impiego. Il CRA e la NASA raggiunsero gli accordi definitivi per questa terza fase nel 1965 mentre il CRA provvedeva alla firma di un contratto di fornitura con la LTV per un razzo Scout Mark II e l'equipaggiamento necessario a terra. Il 29 aprile 1965 papa Paolo VI pronunciò la benedizione del progetto rivolgendosi al gen. Luigi Broglio, agli ingegneri e tecnici del CRA. La protezione celeste era già stata ricercata da Broglio nominando il progetto in onore di San Marco, santo patrono della sua città natale e dei marinai e il discorso favorevole del papa accentuò ancor più l'avvicinamento della Chiesa cattolica al progetto e alle sue imprese.
Nel frattempo alla base di lancio in Kenya venne aggiunta la nuova piattaforma "San Marco", precedentemente impiegata dall'esercito statunitense e riadattata per il lancio di satelliti nel porto della Spezia, ad una distanza di circa 600 metri dalla "Santa Rita" dalla quale si sarebbero svolte le attività di controllo. Gli oneri relativi all'utilizzo e alla manutenzione della piattaforma vennero finanziati dal Governo Italiano con la legge nº 422 per un importo totale di 2,2 miliardi di lire da impiegarsi anche per il completamento del Progetto San Marco. Broglio ottenne inoltre il trasferimento della gestione del progetto dal CNR all'Università di Roma facendo sì che lo stesso fosse completamente sotto il suo controllo. In forza di ciò, Broglio iniziò direttamente le trattative con la NASA per il lancio di satelliti scientifici statunitensi dalla Piattaforma San Marco.
Nella metà di aprile 1967 l'assemblaggio del razzo vettore e del satellite San Marco 2 furono completati e si procedette ai test necessari prima del lancio. Il 26 aprile alle ore 10:04 UTC il personale specializzato del CRA lanciò il San Marco 2 dalla Base Progetto San Marco, assistito da membri del Langley Research Center, della base di Wallops Island, del GSFC e della LTV. Il satellite entrò con successo in orbita equatoriale ellittica, caratterizzata da un perigeo di 218,46 km e da un apogeo di 748,91 km.
La missione prevedeva sperimentazioni sulle variazioni di piccola scala della densità atmosferica e sulle irregolarità della densità di elettroni nella zona equatoriale. La loro conclusione avvenne con successo rispettivamente il 26 giugno e il 15 luglio 1967. Il satellite rimase perfettamente operativo fino al suo rientro, avvenuto il 14 ottobre 1967 dopo 171 giorni di permanenza nello spazio e 2680 orbite.
Nel maggio del 1968, Broglio, prima ancora che fosse conclusa l'elaborazione dei dati ottenuti dalla missione, presentò i risultati preliminari alla nona assemblea del COSPAR tenutasi a Tokyo. Un ulteriore esito positivo del lancio del San Marco 2 dalla piattaforma keniota fu l'apertura della NASA ad una ancor più stretta collaborazione con il CRA che portò all'utilizzo della base per la messa in orbita di una serie di satelliti NASA a partire dal 12 dicembre 1970 con il SAS 1. Il 18 febbraio 1969 infatti, il rettore dell'Università degli Studi di Roma Pietro A. D'Avack e l'amministratore della NASA Thomas Paine firmarono il memorandum d'intesa che stabiliva le condizioni in base alle quali sarebbero stati forniti i finanziamenti a titolo di rimborso delle spese di lancio e attività associate di satelliti NASA dal Poligono di lancio San Marco. L'accordo prevedeva la conferma formale di entrambi i governi. L'ambasciatore degli Stati Uniti, Gardner Ackley, comunicò la conferma il 30 aprile 1969 mentre il Governo Italiano comunicò la propria accettazione il 12 giugno dello stesso anno tramite l'ambasciatore Gian Vincenzo Soro. Il poligono italiano infatti divenne la prima base di lancio straniera alla quale gli Stati Uniti affidarono il lancio di propri satelliti.
Tuttavia questi successi furono ottenuti ad un costo elevato per il futuro del Progetto San Marco: accentrando il controllo presso il CRA, Broglio rinunciò alla copertura politica offerta dal CNR e compromise irrimediabilmente l'alleanza con Amaldi e i suoi collaboratori, i quali portarono le loro competenze presso l'ESRO e montarono le sperimentazioni da loro create sui suoi satelliti. Non irrilevante fu inoltre il dirottamento dei finanziamenti che comportò l'allontanamento del CNR dal progetto stesso.

### La spirale discendente (1970-1979)

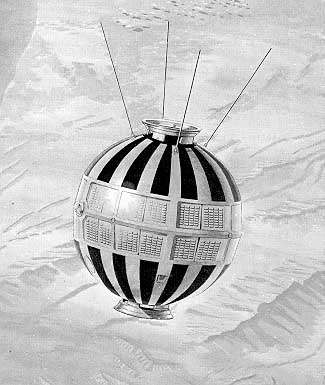
Rappresentazione del satellite San Marco 3

Raggiunto il massimo sviluppo con il lancio del San Marco 2 dalla piattaforma equatoriale nel 1967, il Progetto entrò in una fase difficoltosa che degenerò in certi momenti in una completa paralisi.
Le cause principali di questa situazione furono da attribuirsi alla crisi economica che investì l'Italia negli anni settanta, culminando con la crisi petrolifera del 1973-1974, e al progresso tecnologico che inesorabilmente tolse alla tecnologia del progetto il suo carattere innovativo. Infatti il tentativo di Broglio di continuare la collaborazione con la NASA per il lancio di altri satelliti dalla base in Kenya si rivelò un successo solo parziale a causa del progressivo affermarsi del programma Space Shuttle e della riduzione d'interesse per il lancio di satelliti di piccole dimensioni. La legge n. 97 del 9 marzo 1971 che stanziava 5,7 miliardi dei 29,4 miliardi di lire messi a disposizione per le spese complessive delle attività spaziali nazionali subì i ritardi dell'iter legislativo e anziché essere distribuita nel triennio 1969-1971, venne impiegata per far fronte anche alle spese degli anni 1972 e 1973. Broglio tuttavia mantenne viva l'attività presso il centro spaziale specialmente tra il 1970 e il 1974 grazie alla messa in orbita di satelliti per conto di Stati Uniti e Gran Bretagna e all'invio di numerosi razzi sonda italiani.
Il lancio sopra menzionato del SAS 1, rinominato Uhuru (libertà) per onorare l'indipendenza del Kenya celebrata nel giorno del lancio, fu esempio di una interessante inversione di ruoli tra USA ed Europa. Il satellite infatti venne creato sulla scia delle scoperte scientifiche dell'astrofisico Riccardo Giacconi sulle sorgenti di raggi X. Giacconi con questa importante scoperta permise la ricerca e la scoperta a loro volta di centinaia di sorgenti di raggi X fornendo inoltre i mezzi per quantificarne l'intensità e la variabilità nel tempo.
Ad ogni modo il Progetto San Marco procedette al lancio del satellite San Marco 3 il 28 aprile 1971 alle 7:32 UTC. Le sperimentazioni italiane sulla densità atmosferica vennero integrate, per la prima volta, da due ulteriori esperimenti degli Stati Uniti: il primo aveva lo scopo di studiare la composizione chimica dell'alta atmosfera e venne realizzato dal Goddard Space Flight Center (GSFC) mentre il secondo esperimento, realizzato attraverso la collaborazione del GSFC e l'Università del Michigan, venne installato per misurarne la temperatura e la distribuzione delle molecole di azoto. Combinando i dati ottenuti fu possibile misurare accuratamente la temperatura cinetica dell'atmosfera tra i 200 e i 400 km di quota.

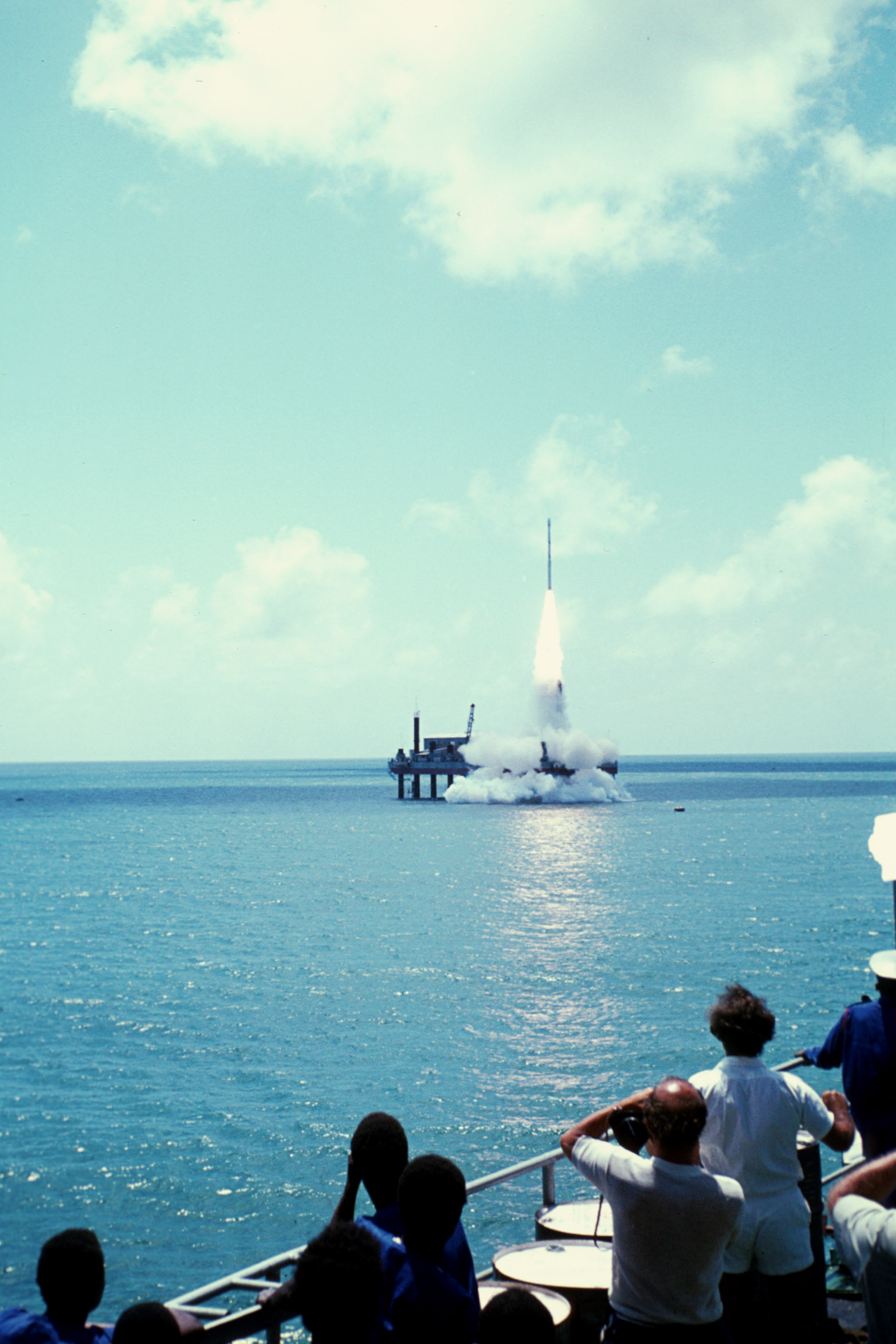
Lancio del satellite Ariel 5

Il progetto tuttavia continuava a soffrire la continua scarsità di fondi e il San Marco 4, che venne lanciato il 18 febbraio 1974 alle 10:05 UTC, era una versione più aggiornata del San Marco 3 ma comunque dotata di strumentazione molto simile. Dopo il San Marco 4, il Progetto coinvolse il Regno Unito in una collaborazione che portò al lancio del satellite Ariel 5 attraverso un razzo vettore Scout da parte di personale italiano il 15 ottobre 1974.
Il 1974 risultò essere un anno di cambiamenti rilevanti per le attività italiane nel settore spaziale. La legge n. 388 del 2 agosto e la legge n. 390 del 6 agosto 1974 infatti trasferivano al Ministro per il Coordinamento della Ricerca Scientifica e Tecnologica l'incarico di presentare al Parlamento le relazioni sull'andamento del Piano Spaziale Nazionale. In questo periodo divenne evidente il passaggio in secondo piano del Progetto San Marco davanti a programmi spaziali più recenti anche attraverso la distribuzione dei fondi stanziati per la ricerca spaziale attraverso la suddetta legge n. 388. L'Università "La Sapienza" infatti ricevette finanziamenti per 6,65 miliardi di lire per il proseguimento del Progetto erogati in tre esercizi finanziari.
L'8 maggio 1975 venne messo in orbita il satellite statunitense SAS 3 sviluppato dal GSFC. Entrambi i satelliti avevano come obiettivo il proseguimento delle ricerche italiane sulle sorgenti cosmiche di raggi X. Quello del SAS 3 tuttavia risultò l'ultimo lancio coordinato dal centro spaziale italiano, che rimase praticamente inattivo a partire dalla metà del 1975 a causa della riassegnazione dei finanziamenti statali verso il più innovativo Progetto SIRIO incentrato sulle comunicazioni satellitari.

#### Il Progetto San Marco nella filatelia
In questo periodo il Progetto San Marco, grazie ai risultati scientifici e tecnologici conseguiti, venne commemorato attraverso delle edizioni filateliche con soggetto il Progetto stesso e le singole missioni, sia da parte italiana che da altri paesi. Per l'Italia si hanno l'emissione di un francobollo da L. 70 del 28 maggio 1975 e di un aerogramma del 5 ottobre 1977 sul satellite SIRIO. Si ricorda, inoltre, una serie dello stato di Panama, avente come tema le "Ricerche spaziali italiane", dove vennero raffigurati i lanci dei satelliti effettuati dalla piattaforma Santa Rita. Il 15 dicembre 2014 le Poste Italiane emisero un nuovo francobollo ordinario per commemorare il 50º anniversario del lancio del satellite San Marco 1.

### La riapertura del Progetto e la sua definitiva chiusura (1980-1988)

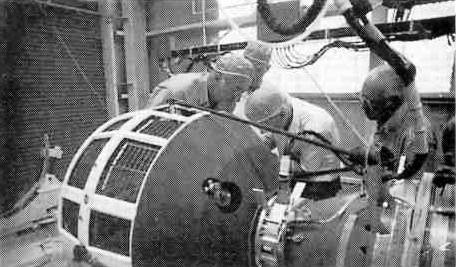
Un momento della realizzazione del satellite San Marco D/L

Dopo il decorso dei tre anni in cui venne distribuito il finanziamento della legge n.388, il CNR suddivise la somma di 30 miliardi di lire iscritta nel proprio bilancio per l'anno 1978 assegnandone 1,5 miliardi al Progetto San Marco. Secondo la "Relazione sullo stato di avanzamento dei piani spaziali nazionali" della Camera dei deputati, questa riduzione ulteriore dei finanziamenti non comportò alcun decadimento nella qualità delle ricerche e delle attività.
Nel 1978 il Centro Ricerche Aerospaziali si concentrò sullo sviluppo del programma spaziale San Marco D che vide inscindibile la cooperazione tra il CRA e la NASA. I campi di competenza dei due organismi mantenevano caratteristiche simili a quelle stabilite per i satelliti precedenti. Lo sviluppo di questo sottoprogetto prevedeva la creazione di due satelliti e il loro posizionamento in due orbite distinte. L'obiettivo era lo studio della relazione tra l'attività solare e i fenomeni propri della fascia atmosferica che comprende la termosfera e la ionosfera. Tale studio si sarebbe più precisamente svolto su orbite basse (low in inglese, da cui il nome San Marco D/L) e su orbite multistazionarie (multistationary, da cui San Marco D/M).
Nel 1980 il Progetto San Marco divenne nuovamente un punto d'interesse. Durante un'eclissi solare totale infatti dalla piattaforma San Marco furono lanciati a partire dal 15 febbraio sette razzi sonda con lo scopo appunto di studiare il fenomeno. I razzi in questione erano tre Super Arcas, due Nike-Black-Brant e due Astrobee-D.
Tuttavia i finanziamenti disponibili permisero la creazione del solo San Marco D/L. Il suo lancio avvenne il 25 marzo 1988 alle 19:50 UTC dalla Piattaforma San Marco tramite un vettore Scout e raggiunse l'orbita ellittica con perigeo di 263 km e apogeo di 615 km. La sua strumentazione scientifica funzionò perfettamente ad eccezione dello spettrometro per vento e temperatura (WATI, dalla denominazione inglese) che smise di rispondere dopo 20 giorni in orbita. Il satellite infine rientrò nell'atmosfera il 6 dicembre dello stesso anno dopo 255 giorni di attività. Gli ultimi dati furono ottenuti durante il suo rientro a 150 km di quota.
Dopo questo esperimento del 1988, non vi sarebbero stati più altri lanci di satelliti o di razzi.

## Oggi: il "Centro di Ricerca Progetto San Marco"
Nel 1993 i beni patrimoniali, l'esperienza e le competenze createsi con il Progetto San Marco confluirono in un nuovo organismo dell'Università "La Sapienza" di Roma: il Centro di Ricerca Progetto San Marco. La sua sede rimase ubicata presso il Centro Ricerche Aerospaziali all'Aeroporto dell'Urbe in via Salaria 851. La struttura è classificata come Centro di Spesa "A" dotata di autonomia amministrativa. Il suo organigramma comprende un Consiglio Direttivo, un Presidente e un Direttore Tecnico.
Negli anni seguenti la sua formazione, il Centro di Ricerca, in collaborazione con l'ASI, intraprese numerose iniziative volte allo sviluppo e all'aggiornamento delle tecnologie del Poligono San Marco in Kenya. Tra queste si ricordano il potenziamento della Stazione di telemetria, tracciamento e telecomando di satelliti europei in fase di lancio e in fase preorbitale. La base di lancio infatti, ormai solamente attiva nel lancio di palloni sonda, è stata inserita in una rete di stazioni sotto il controllo di nazioni partecipanti all'ESA atte proprio a questo scopo e distribuite a livello globale. Altre innovazioni includono la realizzazione di un Centro di Telerilevamento per l'acquisizione e l'archiviazione di dati immagine del territorio centro orientale del continente africano e inoltre la costruzione di una base geofisica equipaggiata per il rilevamento dei fenomeni meteorologici, magnetici e ionosferici.
Attualmente, sebbene il Centro di Ricerca non sia più coinvolto nel lancio di satelliti dal 1988, sono in corso due macro progetti. Il primo ha lo scopo di sviluppare software e programmi per l'elaborazione di immagini e informazioni ottenute via satellite. Il secondo invece si concentra nella creazione di un sistema di avionica adatto ad un microsatellite economico e realizzabile in strutture come un laboratorio universitario.
Le attività incluse nel primo progetto di elaborazione di immagini satellitari sono il Global Monitoring for Security and Stability (GMOSS), il System for Fire Detection (SFIDE), le Southern Hemisphere Additional Ozonesondes (SHADOZ) e il Central-East Africa Satellite Monitoring (CEASMO). La prima attività ha lo scopo di creare e sviluppare una rete di ricognizione globale con l'intento di monitorare il rispetto dei trattati internazionali contro la proliferazione di armi di distruzione di massa e la definizione dei confini territoriali. La seconda attività è una parte del Progetto SIGRI (Sistema Integrato per Gestione Rischi Incendi) e intende fornire in tempo reale informazioni sugli incendi boschivi nell'area Mediterranea tramite satelliti geostazionari. La terza attività consiste nella partecipazione del Centro di Ricerca alla creazione di un archivio di informazioni ottenute attraverso palloni sonda dell'ozonosfera nelle aree tropicali. L'ultima attività vede impegnato il Centro di Ricerca nell'ottenimento di immagini dell'Africa centro orientale così come informazioni sulla situazione ambientale e morfologica della stessa.
Altra attività riguarda una sinergia con l'Aeronautica Militare basata su una intesa siglata nel 2009 con l'Agenzia Spaziale Italiana per l'utilizzo delle due piattaforme per attività di Telemetry Tracking & Control (tracciamento telemetrico e controllo) e di telerilevamento.

## Lista dei lanci del Programma San Marco
Sono stati effettuati i seguenti lanci con il Programma San Marco:
| Data             | Razzo     | Satellite     | ID Cospar | Base di lancio        | Caratteristiche                                                      | Esperimenti e scoperte: | Esito            |
| ---------------- | --------- | ------------- | --------- | --------------------- | -------------------------------------------------------------------- | --- | ---------------- |
| 15 dicembre 1964 | Scout X4  | San Marco 1   | 1964-084A | Wallops Island        | 115 kg Energia fornita da delle batterie Satellite non controllabile | Composizione e temperatura degli Ioni nella ionosfera                                                                                        | Successo         |
| 26 aprile 1967   | Scout B   | San Marco 2   | 1967-038A | Piattaforma San Marco | 129 kg Energia fornita da delle batterie Satellite non controllabile | Composizione e temperatura degli Ioni nella ionosfera                                                                                        | Successo         |
| 24 aprile 1971   | Scout B   | San Marco 3   | 1971-036A | Piattaforma San Marco | 163 kg                                                               | Densità dell'alta atmosfera Composizione dell'atmosfera Densità e temperature dell'Azoto                                                     | Successo         |
| 18 febbraio 1974 | Scout G-1 | San Marco 4   | 1974-009A | Piattaforma San Marco | 164 kg                                                               | Densità dell'alta atmosfera Composizione e temperature dell'atmosfera                                                                        | Successo         |
| luglio 1983      | Scout G-1 | San Marco D/M | -         | Piattaforma San Marco | 65 kg                                                                | | Lancio annullato |
| 25 marzo 1988    | Scout G-1 | San Marco 5   | 1988-026A | Piattaforma San Marco | 273 kg                                                               | Densità dell'atmosfera Misura della temperatura e del vento Velocità degli ioni Spettrometria dell'atmosfera Misurazione del campo elettrico | Successo         |

### Esplicative
1. 1 2  NASA: scheda relativa al lancio San Marco 1 Bisogna ricordare che nello stabilire la cronologia della Corsa allo spazio si dibatte su quale sia stata la prima nazione che non fosse una superpotenza ad effettuare il lancio di un proprio satellite in orbita. L'Italia rivendica per sé tale prestigioso ruolo, sebbene l'attrezzatura utilizzata per il lancio del San Marco 1 fosse di produzione statunitense. Nella letteratura francese, tuttavia, il primato è spesso assegnato alla Francia, che ha lanciato il proprio primo satellite il 26 novembre 1965, quasi un anno dopo, fondandosi sul fatto di aver impiegato un proprio razzo vettore.
2. ↑  Dell'ammontare totale infatti 1 miliardo di lire venne conferito al CNR per la suddetta ragione.
3. ↑  Riguardo a questa data si rilevano delle incongruenze tra le fonti: la pubblicazione del National Space Science Data Center della NASA riporta come data del rientro il 19 ottobre.
4. ↑  Le denominazioni alternative dei satelliti San Marco 3 e 4 erano infatti rispettivamente C e C-2.

### Bibliografiche
1. ↑  (EN) Gunter Krebs, Chronology of Space Launches, su Gunter's Space page, Gunter Krebs. URL consultato l'8 novembre 2016.. Si veda anche: L'Italia spaziale.
2. ↑   NASA History Office, Origins of NASA Names, su history.nasa.gov. URL consultato il 24 gennaio 2014.
3. 1 2   Università degli Studi di Roma "La Sapienza", Centro di Ricerca Progetto San Marco, su crpsm.psm.uniroma1.it. URL consultato il 18 aprile 2009 (archiviato dall'url originale il 20 dicembre 1996).
4. 1 2 3   ilVolo.net, Luigi Broglio, su ilvolo.net. URL consultato il 20 febbraio 2011.
5. ↑  De Maria et al., p. 13, 2003
6. ↑  De Maria et al., p. 58, 2005
7. ↑  (EN) Michelangelo De Maria, Lucia Orlando, Early Italian Space Activities - The San Marco and SIRIO Miracles., su articles.adsabs.harvard.edu. URL consultato il 24 aprile 2009.
8. ↑   Prof. Luigi Broglio, Dr. H.L. Dryden, Memorandum d'Intesa tra la Commissione Italiana per le Ricerche Spaziali del Consiglio Nazionale delle Ricerche e la U.S. National Aeronautics and Space Administration (PDF), su treaties.un.org. URL consultato il 9 maggio 2016.
9. ↑   Valentina Mariani, “Tu con noi, noi con te!”. Le Forze Armate nel progetto San Marco dai documenti dell’Archivio dello Stato Maggiore dell’Aeronautica (PDF), su difesa.it. URL consultato il 9 maggio 2016.
10. ↑  Gazzetta Ufficiale n. 58, 1 marzo, 1963
11. 1 2 3  De Maria et al., p. 15, 2003
12. ↑  Ulivieri e Ponzi, p. 2.
13. ↑  (EN) NASA, National Space Science Data Center Header San Marco 1 NSSDC ID: 1964-084A, su nssdc.gsfc.nasa.gov. URL consultato il 15 maggio 2009 (archiviato dall'url originale il 19 ottobre 2012).
14. 1 2  Krige e Russo, p. 11, 2000
15. ↑   NASA: scheda della missione Ariel 1, su nssdc.gsfc.nasa.gov. URL consultato l'8 novembre 2016 (archiviato dall'url originale il 28 ottobre 2011).
16. ↑   NASA: scheda della missione Alouette 1, su nssdc.gsfc.nasa.gov. URL consultato il 3 aprile 2010 (archiviato dall'url originale il 19 ottobre 2011).
17. 1 2 3 4  De Maria et al., p. 16, 2003
18. ↑   Discorso di Paolo VI al Centro Italiano Ricerche Aerospaziali, su vatican.va, 29 aprile 1965. URL consultato il 14 maggio 2009.
19. ↑  De Maria et al., p. 59, 2005
20. ↑  Gazzetta Ufficiale n. 153, 21 giugno, 1967
21. 1 2 3  De Maria et al., p. 60, 2005
22. 1 2 3  (EN) NASA, National Space Science Data Center Header San Marco 2 NSSDC ID: 1967-038A, su nssdc.gsfc.nasa.gov. URL consultato il 13 maggio 2009 (archiviato dall'url originale il 25 aprile 2009).
23. 1 2 3 4  De Maria et al., p. 17, 2003
24. ↑   Pietro Agostino D'Avack, Thomas Otten Paine, Memorandum d'Intesa tra l'Università degli Studi di Roma "La Sapienza" e la U.S. National Aeronautics and Space Administration (PDF), su treaties.un.org,  p. 3. URL consultato il 9 maggio 2016.
25. ↑  Doc. XXXIII n. 3, p. 3, 1974
26. ↑  (EN) NASA, National Space Science Data Center Header San Marco 3 NSSDC ID: 1971-036A, su nssdc.gsfc.nasa.gov. URL consultato il 30 maggio 2009 (archiviato dall'url originale il 19 ottobre 2012).
27. 1 2 3 4  De Maria et al., p. 18, 2003
28. ↑  (EN) NASA, National Space Science Data Center Header San Marco 4 NSSDC ID: 1974-009A, su nssdc.gsfc.nasa.gov. URL consultato il 30 maggio 2009 (archiviato dall'url originale il 27 ottobre 2011).
29. ↑  Doc. XXXIII n. 1, p. 5, 1980
30. 1 2   Imprese spaziali italiane, su ibolli.it. URL consultato il 22 dicembre 2016.
31. ↑   Emissione di un francobollo ordinario appartenente alla serie tematica “le Eccellenze del sapere” dedicato al 50º anniversario del lancio del “San Marco 1”, primo satellite italiano (PDF), su e-filatelia.poste.it. URL consultato il 10 maggio 2016 (archiviato dall'url originale il 13 maggio 2015).
32. ↑  Doc. XXXIII n. 1, p. 13, 1980
33. ↑  (EN) NASA, National Space Science Data Center Header San Marco-D/M, su nssdc.gsfc.nasa.gov. URL consultato il 7 luglio 2009.
34. ↑  (EN) NASA, National Space Science Data Center Header San Marco-D/L NSSDC ID: 1988-026A, su nssdc.gsfc.nasa.gov. URL consultato il 30 maggio 2009 (archiviato dall'url originale il 18 aprile 2009).
35. 1 2  Ulivieri e Ponzi, p. 1.
36. ↑  (EN) Centro di Ricerca Progetto San Marco, Remote Sensing Projects, su crpsm.psm.uniroma1.it. URL consultato il 22 giugno 2009 (archiviato dall'url originale il 30 giugno 2009).
37. ↑  (EN) Centro di Ricerca Progetto San Marco, AVIO - Space Avionics Lab, su crpsm.psm.uniroma1.it. URL consultato il 22 giugno 2009 (archiviato dall'url originale il 30 giugno 2009).
38. ↑  (EN) Gunter Zeug, Martino Pesaresi, Global Monitoring for Security and Stability (GMOSS) (PDF), su publications.jrc.ec.europa.eu. URL consultato il 10 maggio 2016.
39. ↑  (EN) Centro di Ricerca Progetto San Marco, Project details, su crpsm.psm.uniroma1.it. URL consultato il 25 giugno 2009 (archiviato dall'url originale il 23 luglio 2007).
40. ↑   ASI, ASI e Difesa insieme per il Broglio Space Center, su asi.it. URL consultato il 9 maggio 2016 (archiviato dall'url originale il 3 giugno 2016).
41. ↑  (EN) San Marco 1, 2 (A, B), su Gunter's Space Page. URL consultato il 21 luglio 2022.
42. ↑  (EN) San Marco 3, 4 (C, C2), su Gunter's Space Page. URL consultato il 21 luglio 2022.
43. ↑  (EN) San Marco 5 (D/L), su Gunter's Space Page. URL consultato il 21 luglio 2022.
44. ↑  (EN) San Marco D/M, su Gunter's Space Page. URL consultato il 21 luglio 2022.

### Testi
- Giovanni Caprara, Storia italiana dello spazio, Bompiani 2012, 2019
- (EN) J. Krige, A. Russo, SP-1235–A History of the European Space Agency, 1958–1987 (Vol. 1-ESRO and ELDO, 1958-1973), Noordwijk, The Netherlands, ESA Publications Division, 2000, ISBN 92-9092-536-1.
- (EN) Michelangelo De Maria, Lucia Orlando; Filippo Pigliacelli, HSR-30, Italy in Space, 1946–1988, Noordwijk, The Netherlands, ESA Publications Division, 2003, ISBN 92-9092-539-6.
- (EN) The extended ESA History Project, ESA Headquarters, Proceeding of the Concluding Workshop, 2005,  pp. 55-64.
- (EN) Michelangelo De Maria, Lucia Orlando, Italy in Space. Looking for a strategy (1957-1975), Beauchesne Editeur, 2008, ISBN 978-2-7010-1518-7.
- Carlo Ulivieri, Ugo Ponzi, Promemoria per la riunione INFN al LNGS del 5/504 (PDF), in Università degli Studi di Roma “La Sapienza” Centro di Ricerca Progetto San Marco (CRPSM). URL consultato il 17 giugno 2009 (archiviato dall'url originale il 27 aprile 2015).

### Leggi
- Ministero della Giustizia, Legge n. 123 del 9 febbraio 1963, in Gazzetta Ufficiale della Repubblica Italiana - Serie Generale n. 58 del 1 marzo 1963.
- Ministero della Giustizia, Legge n. 422 del 5 giugno 1967, in Gazzetta Ufficiale della Repubblica Italiana - Serie Generale n. 153 del 21 giugno 1967.

### Atti Parlamentari
- Ministro per il Coordinamento della Ricerca Scientifica e Tecnologica, Relazione sullo stato di avanzamento dei programmi spaziali nazionali e internazionali (1974) (PDF), in Atti Parlamentari VI Legislatura, Doc. XXXIII n. 1.
- Ministro per il Coordinamento della Ricerca Scientifica e Tecnologica, Relazione sullo stato di avanzamento dei programmi spaziali nazionali e internazionali (1974) (PDF), in Atti Parlamentari VI Legislatura, Doc. XXXIII n. 3.
- Ministro per il Coordinamento della Ricerca Scientifica e Tecnologica, Relazione sullo stato di avanzamento dei programmi spaziali nazionali e internazionali (1978) (PDF), in Atti Parlamentari VII Legislatura, Doc. XXXIII n. 1.
- Ministro per il Coordinamento della Ricerca Scientifica e Tecnologica, Relazione sullo stato di avanzamento dei programmi spaziali nazionali e internazionali (1980) (PDF), in Atti Parlamentari VIII Legislatura, Doc. XXXIII n. 1.
- Ministro per il Coordinamento della Ricerca Scientifica e Tecnologica, Relazione sullo stato di avanzamento dei programmi spaziali nazionali e internazionali (1980) (PDF), in Atti Parlamentari VIII Legislatura, Doc. XXXIII n. 2.